# Harasztosi vasútitelep
Harasztosi vasútitelep (románul: Călăraşi-Gară) egy település Romániában, Kolozs megyében.

## Fekvése
Kolozs megye déli részén, Harasztostól 4,3 km-re keletre található, a Kolozsvárt Gyulafehérvárral összekötő vasút mentén.

## Története, lakossága

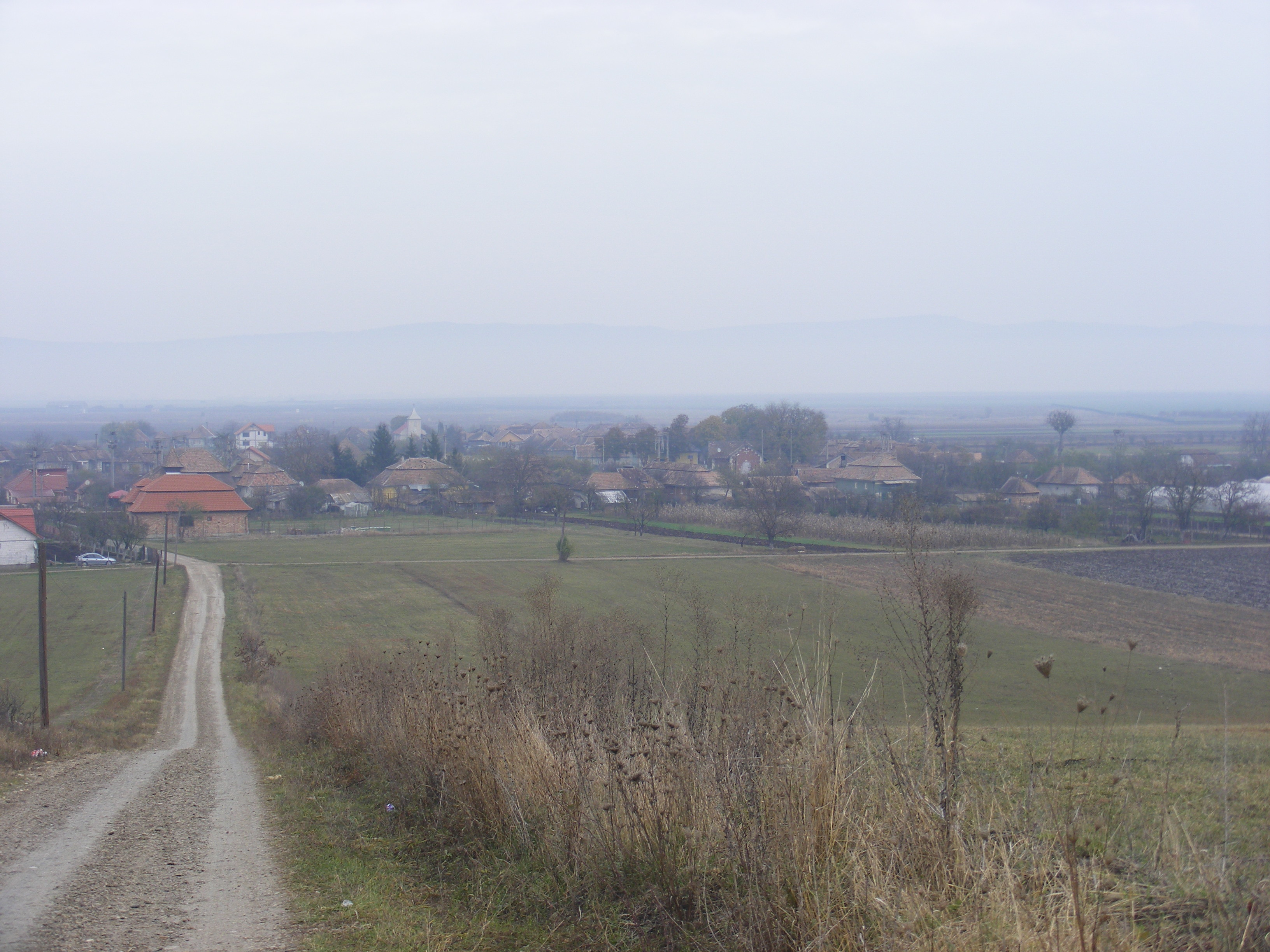
A falu látképe Harasztos felől.

A település 1956 előtt Harasztos részét képezte, ekkor vált önálló településsé, de Harasztos községen belül.
Az 1966-os népszámláláson 339 fő lakta, ebből 287-en románnak, 52-en magyarnak vallották magukat.
2002-ben 402 lakosa volt, ebből 354 fő románnak, 48 magyarnak vallotta magát.